# Klotsporig vedplätt
Klotsporig vedplätt (Dacrymyces ovisporus) är en svampart som beskrevs av Bref. 1888. Klotsporig vedplätt ingår i släktet Dacrymyces och familjen Dacrymycetaceae.  Arten är reproducerande i Sverige. Inga underarter finns listade i Catalogue of Life.